# Test VIH
 (15 septembre 2007).

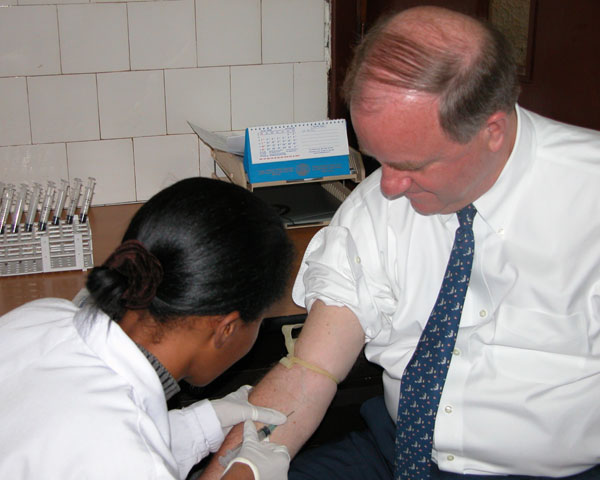
L'ambassadeur des États-Unis contre le Sida, Randall Tobias, faisant publiquement le test VIH en Éthiopie, pour lutter contre la stigmatisation attachée à cette pratique.

Un test VIH (par anglicisme, il est parfois appelé test HIV) a pour but de détecter la présence dans le corps humain du virus de l'immunodéficience humaine (VIH) responsable du syndrome d'immunodéficience acquise (Sida).
Il existe plusieurs types de tests VIH (comme ELISA et western blot qui sont des techniques de tests non spécifiques au VIH), les principaux utilisent la détection d'anticorps ou d'antigènes (protéines) ou encore d'une séquence d'ARN du VIH. En raison des limites inhérentes à tout test biologique, il est nécessaire de réaliser plusieurs tests (successivement un test sensible puis un spécifique) avant que le patient soit déclaré séropositif au VIH.
Les tests VIH sont réalisés pour diverses raisons, comme lors de la suspicion d'infection ou bien en cas de prévention lorsque l'on travaille dans un milieu à risque comme l'hôpital. En vue de lutter contre la transmission par des personnes n'étant pas au courant de leur statut sérologique, des pays ont mis en place des possibilités de tests anonymes et gratuits.
Certains tests « rapides » sont proposés à des fins diagnostiques : ce sont les TROD.
Tous ces tests doivent être suppléé par un deuxième test réalisé lors d'une 2e prise de sang pour écarter les faux négatifs et les faux positifs.

## Terminologie

### Les tests d'anticorps
Les tests d'anticorps, bon marché et très précis, sont conçus spécialement pour les analyses VIH de routine chez les adultes. Si une personne ne présente pas de risque vraisemblable d'avoir été contaminée, ces tests ne sont pas nécessaires.

### Fenêtre sérologique
Les tests d'anticorps donnent des résultats faux négatifs (erreur de deuxième espèce) au cours de la période fenêtre sérologique, qui dure de trois à six semaines, période allant du moment de la contamination par le VIH jusqu'à celui où le système immunitaire commence à produire un nombre détectable d'anticorps. Cela signifie que les tests d'anticorps sont inefficaces au cours de cette période. Chez la grande majorité des gens, les anticorps détectables apparaissent après trois semaines. Une période fenêtre de six semaines est extrêmement rare, grâce aux tests d'anticorps les plus récents. Bien que le VIH demeure indétectable au cours de cette période fenêtre, une personne infectée peut très bien transmettre le virus. Des médicaments antirétroviraux administrés pendant cette période fenêtre peuvent ralentir la formation d'anticorps, et allonger la période fenêtre au-delà de douze semaines.
Selon un rapport détaillé de la HAS datant du mois d'octobre 2008, un résultat négatif du test de dépistage ELISA combiné 6 semaines après l'exposition supposée pourra être considéré comme signant l'absence d'infection par le VIH. En cas de traitement prophylactique post-exposition, le délai de 3 mois après l'arrêt du traitement est applicable.

#### Co-infection avec une hépatite virale
En cas de contamination simultanée au VIH et à un virus de l'hépatite (A, B ou C), par exemple avec du sang de malade(s) en milieu hospitalier ou par un échange de seringue avec une personne droguée doublement infectée, les résultats des tests resteront fiables à 6 semaines, et atteindront une fiabilité de 99.8% à 4 semaines de la dernière prise de risque[réf. souhaitée].

## Enjeux des tests et contexte de leur réalisation
La plupart de ces tests biologiques sont réalisés dans le cadre de dépistage du virus du Sida (VIH). D'autres le sont dans le cadre du suivi infectieux.
Cette section décrit l'utilisation des différents tests, leur description détaillée est donnée dans la section suivant Techniques. Le sigle ° renvoie à leur description dans cette section.

### Dépistage et diagnostic
Le diagnostic sérologique est un acte médical réalisé, en France, par un médecin.
Le diagnostic visant à déterminer le statut sérologique au VIH est réalisé en deux étapes :
- le dépistage proprement dit, généralement une détection d'anticorps.
- la confirmation, c'est-à-dire que les anticorps détectés sont bien liés à une infection par le VIH.

#### Le dépistage
La première étape se base sur la détection d'anticorps produits en réponse à une infection par le VIH, ce sont les anticorps anti-VIH. Cette production d'anticorps peut être détectée avec les moyens actuels en moyenne 22 jours après la contamination. Durant cette période, appelée fenêtre sérologique, le patient est parfaitement infectieux, ce qui pose des problèmes évidents de santé publique. Une fois la fenêtre sérologique passée son statut sérologique peut être établi.
Le dépistage emploie la méthode ELISA°, qui utilise la réaction anticorps-antigène pour détecter la présence des anticorps anti-VIH. Pour éviter les faux négatifs et ainsi ne pas passer à côté d'un cas de séropositivité, le test doit avoir une sensibilité optimale, un mélange d'antigènes viraux est alors utilisé, permettant la détection des anticorps anti-VIH-1 et anti-VIH-2 (on parle alors d'ELISA mixte). Dans le cadre de dons du sang, le but étant d'éliminer toute poche infectée, un test est suffisant (valeur prédictive négative optimale). Dans le cadre d'un diagnostic médical pour un patient, en France, on réalise au moins deux tests de marque et de fabrication différentes de type ELISA sur le même échantillon sanguin et éventuellement trois en fonction du risque d'exposition du patient évalué par le médecin. En effet quand la prévalence de la séropositivité dans une population est faible, la probabilité pour un test positif d'être un faux positif augmente, en application du théorème de Bayes. Dans tous les cas un test de confirmation différent doit être fait mais l'utilisation d'un double test permet d'éviter des faux positifs en augmentant la valeur prédictive positive dès la première étape.
Lorsque seul l'un des tests ressort positif, les tests sont contradictoires et le médecin peut décider de refaire des tests sur un nouvel échantillon sanguin ou de réaliser directement un test de confirmation. Les tests peuvent par ailleurs ressortir comme indéterminés, dans ce cas il est conseillé d'attendre quelques semaines ou un mois avant de procéder à de nouveaux tests. Dans ce dernier cas, si les tests ne sont pas tout simplement erronés, ils peuvent révéler d'un état de séroconversion.
Les tests de dépistage se positivent après un délai de plusieurs semaines ou mois, qui est variable selon les personnes. Cette période dont on estime qu'elle peut durer au maximum 3 mois précède la séroconversion et est appelée fenêtre sérologique : durant cette phase, le sujet est infectieux mais ses tests sérologiques sont négatifs. Les laboratoires considèrent les tests fiables à 99,8 % dès quatre semaines après le risque. Les tests dits tests mixtes combinés de 4e génération, désormais largement répandus quoique non systématiques, sont totalement fiables dès 6 semaines après la prise de risque. Ces tests combinent au test ELISA une détection performante de l'antigènémie p24, permettant un dépistage un peu plus précoce que le test ELISA réalisé seul. Le délai de 3 mois reste d'actualité pour les autres tests (tests plus anciens et tests de dépistage rapide). Par ailleurs, les tests de dépistage peuvent ressortir faussement positifs dans certains cas : après une vaccination anti-grippale, pour les personnes atteintes de lupus (maladie auto-immune).

#### Le test de confirmation
Les tests de dépistage lorsqu'ils sont positifs doivent être confirmés par un test dit de confirmation (en pratique western blot°). Les tests de dépistage sont choisis pour leur sensibilité dans le but d'éviter tous cas faussement négatifs et peuvent réagir dans de rares cas à des anticorps non-spécifiques, il faut donc réaliser un test ayant une bonne spécificité qui vise à savoir si les anticorps détectés sont bien liés à une infection par le VIH-1. C'est la méthode western blot (WB) qui est généralement utilisée. Méthode spécifique oblige, les antigènes viraux sont séparés et doivent détecter au moins deux des trois glycoprotéines virales (gp160, gp120 ou gp41) ou la protéine p24 et la glycoprotéine gp160 (qui dénote un début de séroconversion). Là encore, si le test est douteux ou dénote un début de séroconversion, un second test de confirmation est réalisé trois semaines plus tard, le temps d'attendre que la séroconversion soit complète. À la suite de ce test, trois cas se présentent :
- confirmation de la séroconversion au VIH-1
- séropositivité au VIH-2 (qui doit être à nouveau confirmé par un test spécifique au VIH-2)
- réaction non liée au VIH.

Ce n'est qu'à la suite de l'ensemble de ces tests qu'un médecin pourra déclarer un patient séropositif.

#### Tests pratiqués sur des enfants nés de mères séropositives
L'isolement en culture° est généralement utilisé pour les nouveau-nés de mères séropositives, car ces derniers sont de faits séropositifs (sans forcément être infectés par le VIH) : les anticorps de la mère ayant été transmis. L'infection est confirmée lorsqu'une activité de transcriptase inverse est détectée ou bien des antigènes p24. La détection de l'ARN virale est aussi pratiquée, on cherche les gènes gag ou pol du VIH. Cette méthode tend à remplacer la méthode d'isolement par culture pour les nouveau-nés.

### Condition de réalisation

#### Lieux de dépistage
En France :
- dans les « CeGIDD »[5] : « Centres Gratuits d’information, de Dépistage et de Diagnostic », ex centres de dépistage anonyme et gratuit CDAG[6] ;
- l'association AIDES propose un dépistage rapide confidentiel et gratuit dans les lieux communautaires et dans ses locaux pour les gays et autres hommes ayant des relations avec d'autres hommes, les personnes originaires d'Afrique subsaharienne, les usagers des drogues, les transsexuels et les populations vivant dans les Départements Français d’Amérique (Antilles, Guyane) et les Caraïbes[7] ;
- dans les laboratoires de ville. Depuis le 1er janvier 2022, il est possible de réaliser un test en laboratoire sans avance de frais et sans ordonnance[8].

Au Canada :
- dans les centres de santé sexuelle administrés par les provinces. Tests anonymes et gratuits. Échantillon et patients jumelés par des numéros aléatoires, non-liés au nom du patient ;
- au Québec, dans les CLSC.

En Haïti :
- dans les centres jeunes FOSREF (Fondation pour la Santé Réproductrice et de l'Éducation Familiale) plus particulièrement dans le Centre jeunes FOSREF - Bois-neuf, Commune Cité Soleil, où tous ces tests sont gratuits ;
- dans les Maisons de Jeunes du VDH (Volontariat pour le Développement d'Haiti) au niveau de leurs CDAG ;
- au centre GHESKIO et ses centres de santé affiliés ;
- dans les structures sanitaires de PIH (Partners in Health) ;
- au niveau de certains hôpitaux publics : hôpital général de Port-au-Prince, hôpital universitaire Justinien au Cap-Haitien...

### Interprétation

#### Fiabilité des tests
La fiabilité dépend du bon déroulement de l'ensemble des étapes, qui permet à la suite d'un dépistage complet (test et contre test) d'obtenir une fiabilité proche de 100 %, hors fenêtre sérologique; il n'en est pas forcément de même pour les tests rapides. Si la probabilité de faux positif est ainsi quasiment nulle, la possibilité qu'un test négatif soit erroné dépend principalement de la fenêtre sérologique. Il peut être nécessaire de faire des tests régulièrement.

## Techniques

### ELISA
Les tests sanguins du VIH de type ELISA sont les plus couramment utilisés dans le cadre du dépistage — screening en anglais. Ces tests sont choisis pour leur importante sensibilité. En pratique cela évite de passer à côté d'un cas infecté en le déclarant faussement sain — cas d'un faux négatif. C'est ainsi qu'un test ELISA suffit dans le dépistage de poches sanguines dans le cadre de transfusion (dons du sang). En vue d'un diagnostic sérologique d'un patient, ce test doit être confirmé par un test de confirmation, n'étant pas exempt de faux positif. Cependant, à la suite de la généralisation du dépistage notamment en Europe (Dépistage anonyme et gratuit en France), il fut constaté que certains patients refusaient de venir chercher les résultats de ces tests de confirmation préférant laisser le doute sur le statut sérologique ; aujourd'hui on procède normalement à deux test de type ELISA, le cas de faux positifs étant alors très fortement diminué. Dans tous les cas on procède toujours à des tests complémentaires.

### Antigène p24
Principe : dans le cas d'une recherche d'antigène, on utilise un anticorps primaire qui le reconnaît, puis on utilise un anticorps secondaire, qui reconnaît l'anticorps primaire. L'anticorps secondaire étant couplé à une enzyme qui va réagir avec son substrat, cela produit une coloration mesurée par la densité optique. À noter : comme plusieurs anticorps secondaires se fixent en même temps sur l'anticorps primaire on a une amplification du signal.

### Quantification de l'ARN plasmatique (Charge virale)
On appelle charge virale la quantification de l'ARN plasmatique du VIH, réalisée par RT-PCR. Celle-ci est exprimée en nombre de copies/ml et en Log (base 10). Il existe, comme dans tout système de quantification biologique, un seuil en dessous duquel la RT-PCR ne peut quantifier le virus, on dit alors que la charge virale est indétectable. Ce seuil est de 50 copies/ml (éventuellement 40 ou 20 copies/ml pour certains tests récents). En dessous de ce seuil, l'indétectabilité ne signifie pas que le virus n'est pas présent dans l'organisme — et que ce dernier n'est pas infecté — : il peut être présent en quantité infime. Aujourd'hui en France, un certain nombre de laboratoires permettent de quantifier jusqu'à 20 copies/ml, en dessous les laboratoires ne peuvent pas quantifier avec précision, toutefois si les laboratoires ne peuvent pas quantifier le 1 ou 5 copies avec précision, certains laboratoires comme les laboratoires Roche utilisant le RT-PCR temps réel Cobas 8800 par exemple permettent de quantifier le 0 copie. Dans ce cas, sur les résultats d'analyse il sera indiqué : 0 copie ou absence de détection d'ARN. A l'heure actuelle, avec des traitements anti-vih toujours plus puissants, de plus en plus de personnes séropositives sous traitement arrivent au 0 copie d'ARN dans le sang, ceci ne signifie pas une guérison, car le VIH reste présent dans les réservoirs, mais toutefois ceci confirme que les traitements sont plus violents face au VIH et ceci pourrait peut être confirmer à long terme une guérison fonctionnelle plus facile à atteindre.
La quantification de l'ARN plasmatique du VIH est, avec la quantification des lymphocytes T4 ou CD4, le principal examen du suivi infectieux du patient.
Par ailleurs, dans la progression normale du VIH constatée chez la plupart des patients, la charge virale augmente dès la contamination avant de régresser. Une charge virale est généralement détectable 15 jours après la contamination et ce durant la période fenêtre. Ce test peut entrer dans le cadre du diagnostic et peut être pratiqué dans certains cas pour la détection précoce d'une séropositivité. Si une valeur positive est concluante, ce n'est pas le cas d'une charge virale indétectable.

### Quantification de l'ADN du VIH
Contrairement à la quantification de l'ARN plasmatique donc des virus en circulation dans le sang, la Quantification de l'ADN du VIH permet de rechercher le génome viral ou pro-viral intégrés sous forme d'ADN dans les cellules infectées. À ne pas confondre avec la quantification de l'ARN, la quantification de l'ADN du VIH n'est pas un élément courant du suivi médical et ne permet aujourd'hui aucune interprétation particulière sur l'état du patient. La recherche de l'ADN du VIH est aujourd'hui utilisée en recherche pour diagnostiquer de façon précoce les nouveau-nés de mères infectées.[réf. nécessaire]